# エルフ・アキテーヌ

エルフ・アキテーヌ (Elf Aquitaine) は、フランスの石油会社。
現在はトタルエナジーズの燃料ブランドとなっている。

## 概要
ERAPであった1970年に、国策としてアンタール（フランス語版）（英語版）を支配下に置くための大規模な事業再編を経験している。
中東に対してはイラン革命以前から資本関係を築いていた。スペインの多国籍石油トラストCEP（en:Compañía Española de Petróleos）を傘下に収めてから石油メジャーらしくなって、1991年ニューヨーク証券取引所に上場した。1993年には当時のイラク指導者サッダーム・フセインからイラクの油田に関して独占契約を与えられた。1996年フランス政府が保有株式を売却し黄金株を保有した。2000年にトタルフィナと合併しトタルフィナエルフとなり、そのまま2003年にトタルと改名した。エルフは現在トタルの1ブランドである。

## 国土の有効活用
シュルンベルジェの活躍した戦間期に油田開発が奨励された。エルフ・アキテーヌは三つの石油会社を起源とする。
- Régie Autonome des Pétroles (RAP, founded in 1939)
- Société Nationale des Pétroles d'Aquitaine (SNPA, founded in 1941)
- Bureau de Recherches de Pétroles (BRP, founded in 1945)

RAPは、1939年アキテーヌ地域圏のサン＝マルセでガス田を発見した。SNPAは1951年にピレネー＝アトランティック県の大油田（Lacq）を発見。BRPは1956年イナメナスとハッシ・メサウド（英語版）の油田を見つけた。これまでアルザスやロレーヌといった北東地域ばかりを開発してきた国策は大転換、戦後にフランスのあらゆる産業分野で国土の有効活用が進んだ。
1965年12月、RAPとBRPは Entreprise de Recherches et d'Activités Pétrolières (ERAP) を形成するために合併した。ERAP は子会社として SNPA 、Union Générale des Pétroles (UGP)、および Union Industrielle des Pétroles (UIP) を所有した。結果として新会社は油田開発、原油生産からガソリンスタンドまで、石油ビジネスの全ての課程における資産を所有、垂直統合を達成した。
1967年4月28日、ERAPの異なるブランドおよび製品はエルフ (Elf) に統一された。

## ポンピドゥーの采配
1970年、富裕層の利権であるアンタールをERAPが支配する形をとるため、以下の事業再編がなされた。
- ウォルムズ銀行の産業部門Société française de transports pétroliers に政府が30％参加。
- ERAPがペシェルボン（フランス語版）に参加。ペシェルボンは200家族の利権だった[2]。
- これまでペシェルボンが元々ソカンタール（アンタールの持株会社）を支配していた。そこへ政府、ERAP、フランス石油（トタル本流）、シェブロン、テキサコが一斉にソカンタールへ参加。
- ただし、フランス石油はペシェルボンやウォルムズのSFTP などの株式を一定数手放す。[3]

1973年、ERAPが直属の子会社としてサノフィを設置した。サノフィは製薬分野における投資持株会社となった。
1976年、ERAP は Antar Pétroles de l'Atlantique と合併、Société Nationale Elf Aquitaine (SNEA) となった。
SNEAは後にエルフ・アキテーヌ (Elf Aquitaine) と改名した。イラン革命のとき、エルフ・アキテーヌはイラン国営石油会社（en:National Iranian Oil Company）に対して、サソール（en:Sasol）の保有高52.5％には及ばないとしても主要株主であった。